# Mesien

Romerska provinser på Balkan under senantiken. Den ursprungliga provinsen Moesia har här delats in i fem provinser namngivna som Moesia I, Dardania, Dacia ripensis, Dacia mediterranea, Moesia II.

Moesia Superior, 125 e.Kr.

Moesia Inferior, 125 e.Kr.

Mesien (svenska), på latin Moesia,  var under antiken en romersk provins på Balkan söder om Donau. Romerska trupper nådde Donau redan år 75 f.Kr., men det var först 29 f.Kr. som romarna kontrollerade området. Den romerska provinsen Moesia etablerades år 6 e.Kr., men cirka 85 e.Kr delades denna i två provinser, Moesia Superior och Moesia Inferior. Under slutet av 200-talet, sedan Romarriket förlorat Dacia norr om Donau, delades Moesia upp i fyra delar: Moesia Prima, Moesia Secunda, Dardania och Dacia Aureliana. Den senare fick namn under kejsar Aurelianus och tog emot många romerska bosättare från den förlorade provinsen Dacia. Den delades senare upp i två provinser, Dacia Ripensis och Dacia Mediterranea. Under samma period utsattes området för ökat tryck från goter och andra folk, vilket krävde ett försvar om flera legioner och en flotta på Donau. På 500-talet invaderades området av slaver och avarer.

## Namn
Det grekiska namnet på området var ursprungligen Μυσία (Mysoia), vilket romarna latiniserade till Moesia. Ursprunget till namnen var den thrakiska folkstammen meser. Det latinska namnet Moesia (uttalas [me:sja]) och skrivs på svenska Mesien, men även stavningen Moesien förekommer..

## Moesia Superior
Övre Mesien begränsades i norr av Donau och i väster av Drina. I söder utgjorde Šarbergen en gräns. Området motsvarar ungefär dagens sydöstra Serbien, inklusive Kosovo. Viktiga städer i provinsen var Viminacium (huvudstad), Singidunum (Belgrad) och Scupi (Skopje). 

## Moesia Inferior
Nedre Mesien begränsades i norr av Donau och i söder av Balkanbergen (Haemus). Området motsvarar ungefär dagens norra Bulgarien, samt kustområden i Rumänien och Ukraina. Bland de romerska städerna fanns Nicopolis ad Istrum.

## Silverbibeln
Ulfilas, "Goternas apostel", översatte bibeln från Grekiska till Gotiska i Moesia ca år 370. Silverbibeln som finns på Carolina Rediviva i Uppsala, innehåller vad som bevarats ifrån den översättningen.